# Lavelanet
Lavelanet – miejscowość i gmina we Francji, w regionie Oksytania, w departamencie Ariège.
Według danych na rok 2010 gminę zamieszkiwało 6816 osób, a gęstość zaludnienia wynosiła 542 osób/km².